# Obbi Oularé
Mamadou Obbi Oularé (* 8. Januar 1996 in Waregem) ist ein belgischer Fußballspieler mit guineischen Wurzeln.

## Karriere

### Im Verein
Nachdem er in seiner Jugend für den RSC Anderlecht in Belgien und den OSC Lille in Frankreich gespielt hatte, unterschrieb Oularé im Juli 2013 einen Dreijahresvertrag mit dem FC Brügge.
Zur Saison 2014/15 wurde er von der U-21-Mannschaft in das Profiteam befördert. Am 14. September 2014 gab er in einem Spiel der Jupiler Pro League sein Profidebüt, als er für seinen Mannschaftskollegen Nikola Storm eingewechselt wurde. Als er eine Woche darauf in seinem zweiten Profispiel erstmals in der Startelf stand, gelang ihm zugleich sein erster Treffer. In seiner ersten Profisaison war er noch kein Stammspieler, kam aber wettbewerbsübergreifend zu 30 Einsätzen (sieben Tore).
In der Spätphase der Sommer-Transferperiode 2015 wechselte Oularé zum englischen Premier-League-Klub FC Watford. Dort unterschrieb er einen Fünfjahresvertrag. Die Ablösesumme lag Medienberichten zufolge bei 6 Millionen Pfund (circa 8 Millionen Euro). Von dort wurde er nacheinander an den belgischen Club SV Zulte Waregem, den niederländischen Club Willem II Tilburg, den belgischen Club Royal Antwerpen und an den belgischen Club Standard Lüttich ausgeliehen.
Zur Saison 2019/20 wechselte Oularé dauerhaft nach Lüttich, obwohl er bereits ein halbes Jahr infolge Verletzung nicht gespielt hatte. In der Saison 2020/21 bestritt er 12 von 40 möglichen Ligaspielen für Standard, in denen er zwei Tore schoss, sowie ein Qualifikationsspiel zur Europa League. Sein letztes Spiel in dieser Saison war am 20. Dezember 2020. Danach fehlte er zunächst wegen eines Muskelteilabrisses und dann den Folgen einer SARS-CoV-2-Infektion. 
Im Juli 2021 wechselte er weiter zum englischen Verein FC Barnsley in die EFL Championship, die zweithöchste englische Liga, wo er einen Vertrag mit einer Laufzeit von drei Jahren unterschrieb. Doch nach nur zwei enttäuschenden Einsätzen in der Hinrunde wurde er im Januar 2022 für anderthalb Jahre an den Zweitligisten RWD Molenbeek nach Belgien verliehen. Im Rest der Saison 2021/22 bestritt Oularé 3 von 10 möglichen Ligaspielen für RWDM sowie die beiden Relegationsspiele. Nach einer 0:1-Heimneiderlage gegen den RFC Seraing und einem torlosen Unentschieden auswärts verblieb der RWDM in der Division 1B.

### Im Nationalteam
Oularé lief von Dezember 2013 bis Mai 2014 viermal für die U-18-Auswahl Belgiens auf (kein Tor). Am 16. April 2014 debütierte er in der Mannschaft der U-19-Junioren in einem Spiel gegen Deutschland und erzielte dabei sein erstes Tor im belgischen Trikot. Bei den Qualifikationsspielen zur EM 2015 kam er erstmals am 10. Oktober 2014 gegen Luxemburg zum Einsatz. In diesem Wettbewerb erzielte er in drei Spielen zwei Tore; insgesamt traf er für die U-19 in sechs Spielen fünf Mal. Am 30. März 2015 debütierte er für die U-21-Auswahl, als er bei einem 2:1-Sieg über Moldawien eingewechselt wurde.

## Titel und Erfolge
- Belgischer Pokalsieger: 2015, 2017
- Belgischer Meister: 2016

## Persönliches
Sein Vater ist der vierfache guineische A-Nationalspieler Souleymane Oularé (* 1972, u. a. bei KRC Genk, Stoke City und Fenerbahçe Istanbul aktiv).